# Montse Manzanares
Montserrat Manzanares Colino (Madrid, 2 de febrero de 1970), conocida como Montse Manzanares, es una ex gimnasta rítmica española que fue componente de la selección nacional de gimnasia rítmica de España en la modalidad individual. En 1986 fue campeona de España en la categoría de honor.

## Biografía deportiva

### Inicios
Empezó en la gimnasia rítmica en 1979, con 9 años de edad recién cumplidos, en el Gimnasio Moscardó de Madrid. En 1982 logró la 4.ª plaza en la general de la 2.ª categoría en el Campeonato de España Individual, disputado ese año en Palencia. En 1983 fue medalla de plata en la general individual de la 1.ª categoría en el Campeonato de España en Málaga. En junio de ese mismo año participó en el torneo Aro de Oro de Sofía, siendo 7.ª. En 1984 logró la 4.ª plaza en la general individual de la categoría de honor en el Campeonato de España, disputado ese año en Madrid. En ese momento pertenecía al Club Moscardó.

### Etapa en la selección nacional

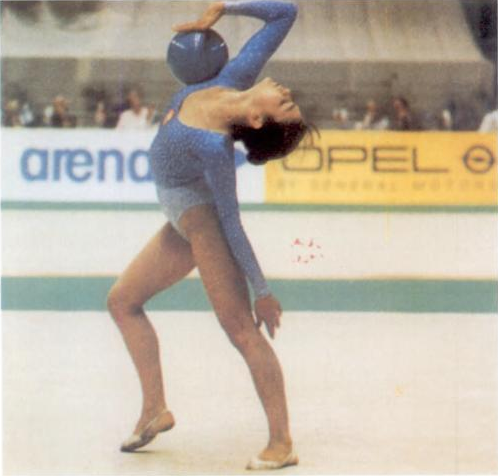
Montse en el Campeonato Europeo de Florencia (1986).

Hacia 1984, con 14 años, entró a formar parte como individual de la concentración permanente de la selección española de gimnasia rítmica, entrenando en el Gimnasio Moscardó a las órdenes de la seleccionadora nacional Emilia Boneva. Desde entonces participó en diversas competiciones internacionales. En octubre de 1984 participó en el Silentnigh Beds International de Wembley, donde acabó 6.ª. Ese mismo año fue convocada al Campeonato de Europa en Viena. En 1985 fue 14.ª en la Copa Internacional Ciudad de Barcelona y en mayo, 41.ª en el Torneo Internacional de Corbeil-Essonnes y 13.ª en el torneo Julieta Shishmanova. Su primer Mundial fue el Campeonato del Mundo de Valladolid (1985), donde fue 17.ª, tras sustituir a la entonces gimnasta del equipo nacional Marta Bobo. En 1986 fue campeona de España en la general individual de la categoría de honor en el Campeonato de España Individual en Orense. Ese mismo año compitió en otros eventos como la Shangai Cup, donde logró la 4.ª plaza, los Goodwill Games de Moscú, donde fue 13.ª, el Torneo Internacional «Študentska tribuna», siendo 10.ª, el Campeonato de Europa de Florencia, donde acabó 12.ª en el concurso general y 8.ª en la final de cuerda, o la Final de la Copa del Mundo en Tokio, donde fue 18.ª. Para abril de 1987 fue 10.ª en el torneo Wiesbaden, y en mayo, 11.ª en el torneo Julieta Shishmanova y 22.ª en el Torneo Internacional de Corbeil-Essonnes. En el Campeonato del Mundo de Varna (1987), logró la 28.ª plaza.

### Retirada de la gimnasia
Se retiró en 1987, a los 17 años de edad. Tras terminar los estudios, hizo Derecho, Riesgos Laborales y Procurador. En 1991 entró en el Ayuntamiento de Las Rozas de Madrid (Comunidad de Madrid) a trabajar como monitora de gimnasia rítmica en la Escuela Municipal, impartiendo principalmente la base de este deporte. En la actualidad sigue dando clases de rítmica y además, imparte gimnasia a mayores de 65 años. Desde el curso 2015/16, una antigua compañera de la selección, Estela Martín, trabaja con ella.
El 16 de noviembre de 2019, con motivo del fallecimiento de Emilia Boneva, unas 70 exgimnastas nacionales, entre ellas Montse, se reunieron en el tapiz para rendirle tributo durante el Euskalgym. El evento tuvo lugar ante 8.500 asistentes en el Bilbao Exhibition Centre de Baracaldo y fue seguido además de una cena homenaje en su honor.

## Legado e influencia
El periodista Manuel Frías la definió en 1986 como «la representante principal de la nueva ola de la gimnasia rítmica española, que ha tomado el relevo de las míticas Martas [las gimnastas Marta Bobo y Marta Cantón]». La exgimnasta de la selección nacional, Montse Martín, se refirió a ella en 2019 respecto a las características como gimnasta que le atribuía indicando que era una «gimnasta con temperamento, sobresalía en sus ejercicios por su corrección, originalidad y riesgo en los lanzamientos».

## Vida personal
Montse está casada y tiene dos hijos: una niña (nacida en 2006), que hace gimnasia artística, y un niño (nacido en 2012).

## Palmarés deportivo

### Selección española
| 1983 - Torneo Aro de Oro 7.º puesto en concurso general 1984 - Silentnigh Beds International en Wembley 6.º puesto en concurso general - Campeonato de Europa de Viena Desconocido 1985 - Copa Internacional Ciudad de Barcelona 14.º puesto en concurso general - Torneo Internacional de Corbeil-Essonnes 41.er puesto en concurso general - Torneo Julieta Shishmanova 13.er puesto en concurso general - Campeonato del Mundo de Valladolid 17.º puesto en concurso general 1986 - Torneo de Macolin Oro en concurso general - Torneo Julieta Shishmanova 10.º puesto en concurso general - Torneo de Corbeil-Essonnes 12.º puesto en concurso general | 1986 (continuación) - Brother Cup 10.º puesto en concurso general - Shanghai Cup 4.º puesto en concurso general - Goodwill Games de Moscú 13.º puesto en concurso general - Torneo de Gangsha 4.º puesto en concurso general - Torneo de Wiesbaden 10.º puesto en concurso general - Torneo Internacional «Študentska tribuna» 10.º puesto en concurso general - Campeonato de Europa de Florencia 12.º puesto en concurso general 8.º puesto en cuerda - Final de la Copa del Mundo en Tokio 18.º puesto en concurso general 1987 - Torneo de Wiesbaden / DTB Cup 10.º puesto en concurso general - Torneo Julieta Shishmanova 11.º puesto en concurso general - Torneo de Corbeil-Essonnes 22º puesto en concurso general - Campeonato del Mundo de Varna 28º puesto en concurso general |